# Norra Pyongan
Norra P'yŏngan är en provins i Nordkorea. Provinsen gränsar till Kina i norr, Chagang i öster och Södra P'yŏngan i söder. Provinshuvudstaden är Sinŭiju. Provinsen Norra P'yŏngan bildades år 1896.
Provinsen är även uppdelad i tre städer (shi) och 22 landskommuner (kun).

## Städer
- Sinŭiju-si (신의주시; 新義州市)
- Chŏngju-si (정주시; 定州市)
- Kusŏng-si (구성시; 龜城市)

## Landskommuner
- Ch'angsŏng-gun (창성군; 昌城郡)
- Ch'ŏlsan-gun (철산군; 鐵山郡)
- Chŏnma-gun (천마군; 天摩郡)
- Hyangsan-gun (향산군; 香山郡)
- Kuchang-gun (구장군; 球場郡)
- Kwaksan-gun (곽산군; 郭山郡)
- Pakch'ŏn-gun (박천군; 博川郡)
- P'ihyŏn-gun (피현군; 枇峴郡)
- Pyŏktong-gun (벽동군; 碧潼郡)
- Sakchu-gun (삭주군; 朔州郡)
- Sinto-gun (신도군; 薪岛郡)
- Sŏnch'ŏn-gun (선천군; 宣川郡)
- T'aech'ŏn-gun (태천군; 泰川郡)
- Taekwan-gun (대관군; 大館郡)
- Tongch'ŏng-gun (동창군; 東倉郡)
- Tongrim-gun (동림군; 東林郡)
- Ŭichu-gun (의주군; 義州郡)
- Unchŏn-gun (운전군; 雲田郡)
- Unsan-gun (운산군; 雲山郡)
- Yŏmchu-gun (염주군; 鹽州郡)
- Yongch'ŏn-gun (용천군; 龍川郡)
- Yŏngpyŏn-gun (영변군; 寧邊郡)